# Урняк (Бирский район)
Урняк (баш. Үрнәк) — деревня в Бирском районе Республики Башкортостан Российской Федерации. Входит в состав Маядыковского сельсовета. 

## География

### Географическое положение
Расстояние до:
- районного центра (Бирск): 43 км,
- центра сельсовета (Маядыково): 12 км,
- ближайшей ж/д станции (Уфа): 56 км.

## Население
| 2002 | 2009 | 2010 |
| ---- | ---- | ---- |
| 18   | ↗24  | ↘19  |

Согласно переписи 2002 года, преобладающая национальность — башкиры (100 %).